# اتصالات چسبی
اتصال چسبی (به انگلیسی: adhesive bonding) یک روش اتصال است که برای ساخت و تعمیر گستره وسیعی از محصولات به کار می‌رود. اتصال چسبی به همراه جوشکاری و لحیم‌کاری، یکی از فرآیندهای اساسی اتصال است. در این روش، اجزا با به‌کارگیری چسب ها به یکدیگر متصل می‌شوند. گستره وسیع انواع چسب‌های موجود این امکان را برای مواد متعددی فراهم می‌سازد تا در محصولات مختلف مانند وسایل نقلیه، تلفن‌های همراه، محصولات مراقبت شخصی، ساختمان‌ها، رایانه‌ها و دستگاه‌های پزشکی به یکدیگر متصل شوند.

## تاریخچه
چسب را می‌توان به عنوان ماده ای تعریف کرد که سبب می‌شود تا دو سطح به یکدیگر متصل شوند. با این تعریف، اولین «چسب» را می‌توان چسبی در نظر گرفت که سه میلیارد سال پیش ساخته شده‌است، زمانی که سلول‌های اولیه یک غشای خارجی چسبناک تولید کردند که به آنها این اجازه را می‌داد تا به سلول‌های مجاور متصل شوند. اولین استفاده از چسب‌ها توسط انسان را می‌توان به حدود ۲۲۰۰۰۰ سال قبل از میلاد مربوط دانست، زمانی که قیر به دست آمده از پوست درخت توس را برای چسباندن نوک پیکان‌های سنگی به تیر به کار می‌بردند.

## مبانی

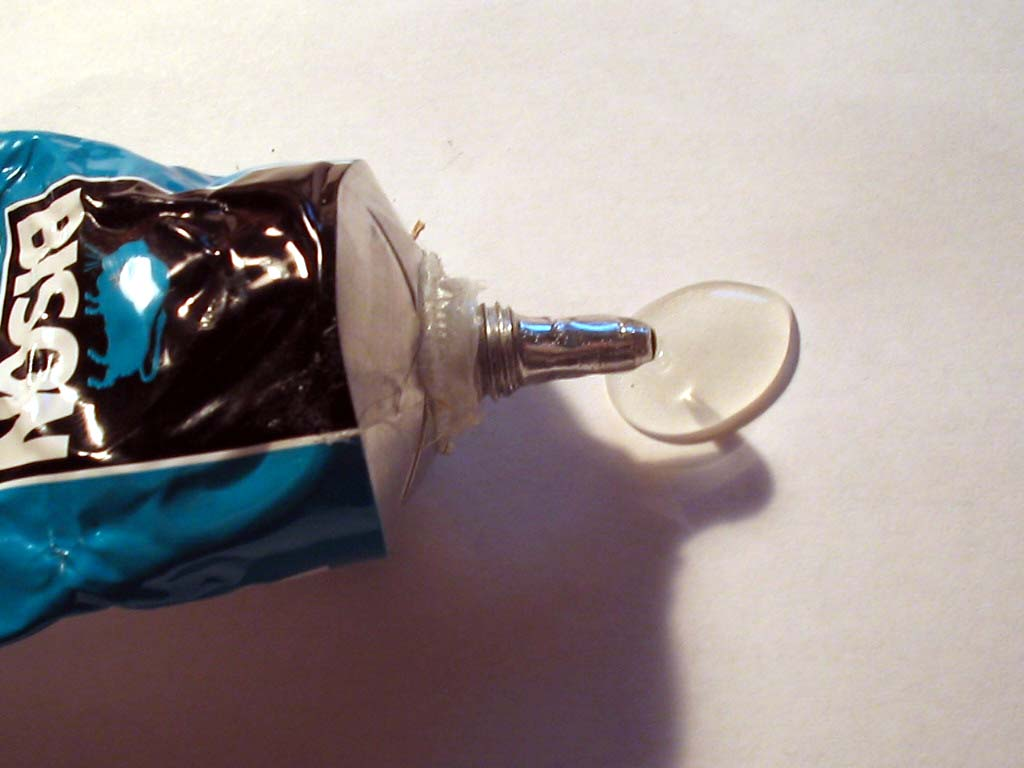
چسب جهانی

طبق تعریف EN 923: «"چسب‌ها. عبارات و تعاریف"، چسب‌ها موادی غیرفلزی هستند که می‌توانند اجسام را با اتصال سطحی (چسبندگی) به هم وصل کنند، توسط پیوندی که دارای استحکام داخلی (چسبندگی) کافی می‌باشد.» چسب عنصر اتصال بین دو جسم متصل را تشکیل می‌دهد که بدون آن به هم نمی‌چسبیدند. چسب‌ها را می‌توان بر اساس شیمی، کاربرد یا سازوکار واکنش دسته‌بندی کرد.

### چسبندگی
طبق تعریف آیوپاک، چسبندگی «فرایند اتصال یک ماده به سطح یک ماده دیگر» است. برهم کنش بین چسب و بستر دارای ضخامت بسیار کمی در حد کمتر از یک نانومتر است؛ بنابراین، خیس شدن خوب موادی که باید توسط چسب در حالتی که مایع است به هم متصل شوند، برای ایجاد اتصالی با کیفیت بالا مورد نیاز است. علاوه بر قابلیت خیس کنندگی، چسب و بستر باید دارای گروه‌های مولکولی سازگار باشند تا برهم‌کنش بین چسب و بستر صورت گیرد و به سبب آن چسبندگی حاصل شود.
نیروهای چسبندگی بیشتر بر اساس اثرات فیزیکی به وجود می‌آیند، به عنوان مثال، مانند نیروهای بین گروه‌های قطبی یا قابل قطبی شدن، بر روی پیوندهای هیدروژنی یا نیروهای واندروالس. هنگام اتصال پلاستیک‌ها، خصوصاً به وسیله چسب‌های پایه حلال، فرآیندهای انتشار نیز می‌توانند نقش بازی کنند. در این حالت، پلاستیک موجود در سطح بستر در حلال موجود در چسب حل می‌شود. چنین اتفاقی منجر به افزایش حرکت زنجیره‌های پلیمری پلاستیک می‌شود که این امر اجازه نفوذ زنجیره‌های پلیمری چسب را می‌دهد. در نهایت، اتفاقات دیگری نیز بین زنجیره‌های پلیمری چسب و بستر رخ می‌دهد. پس از تبخیر حلال، یک ترکیب جامد برجای می‌ماند. پیوندهای شیمیایی نیز در مجموعه‌های خاصی از چسب / بستر دارای اهمیت هستند، برای مثال اتصال شیشه با استفاده از چسب‌های سیلیکونی، اتصال چوب به وسیله از چسب‌های پلی اورتان و اتصال آلومینیوم با به‌کارگیری چسب‌های اپوکسی. پیوند شیمیایی به‌طور قابل توجهی منجر به چسبندگی بیشتر از پیوند فیزیکی می‌شود. شایان توجه است، نفوذ چسب مایع به لایه‌های زیرین ممکن است پس از سفت شدن چسبندگی بیشتری ایجاد کند.
برای رسیدن به چسبندگی بین چسب و زیرلایه، علاوه بر نیاز به چسبی با ترکیب مناسب برای بستر، سطح بستر نیز باید نیازهای زیادی را برآورده سازد. از آن جا که دامنه نیروهای چسبندگی کوتاه است، ماهیت لایه سطحی بستر بسیار حائز اهمیت است. باید اتصالی به قدر کافی محکم با بدنه بستر شکل دهد. به عنوان مثال، بسیاری از چسب‌ها به خوبی به سطح فولادی دارای خوردگی می‌چسبند. با این حال، لایه خوردگی - زنگ - دارای اتصال محکمی با بستر نیست. تحت بار، امکان شکست در ماده خورده شده یا بین لایه زنگ زده و فولاد خورده نشده وجود دارد. همین امر در مورد اقلام روکش شده نیز صدق می‌کند. چسب باید چسبندگی به پوشش ایجاد کند. پوشش به نوبه خود نیز باید اتصالی به اندازه کافی محکم با بستر ایجاد کند.
به طریق مشابه، آلاینده‌ها، به‌ویژه آن‌هایی که به دلیل کشش سطحی کم، با خیس شدن توسط چسب مخالفت می‌کنند (مثلاً روغن‌ها، عوامل آزادکننده و غیره) از برهم‌کنش چسبندگی جلوگیری می‌کنند. آلاینده‌ها مانعی بین چسب و زیرلایه تشکیل می‌دهند که نیروهای چسبندگی به دلیل دامنه کوتاهشان نمی‌توانند پل بزنند.
در نتیجه، معمولاً قبل از عمل چسباندن نیاز است تا آلاینده‌ها حذف شوند. برخی از چسب‌های خاص حدی از سازگاری با روغن‌های مشخصی را نشان می دهند. آنها این توانایی را دارند تا در حین عمل آوری چسب که در دماهای بالا انجام می شود روغن‌های خاصی را جذب کنند و در نتیجه آنها را از لایه مرزی بین چسب و بستر جدا کنند. چنین چسب هایی برای مثال در مغازه‌های بدنه خودرو به کار گرفته می شود. آنها امکان چسباندن قطعات ورق فلزی با محافظت در برابر خوردگی و بیرون کشیدن روغن را بدون نیاز به تمیز کردن قبلی فراهم می سازند. عمل آوری چسب در کوره هایی صورت می گیرد که بعداً برای سخت شدن لاک در حدود دمای بین 150 تا 200 درجه سانتی گراد استفاده می شود. 

### پیش پرداخت
از پیش پرداخت می توان برای بهینه‌سازی سطوح به صورت هدفمند و در نتیجه چسبنده تر کردن آنها استفاده کرد. علاوه بر پوشاندن بسترها با یک تقویت کننده چسبندگی (پرایمر) برای ایجاد امکان چسبندگی خوب، سطوح را نیز می توان با روش‌های مختلف بهینه سازی تا برای چسباندن آماده شوند. رایج ترین روش‌های پیش پرداخت سطح در شکل زیر ذکر شده است.

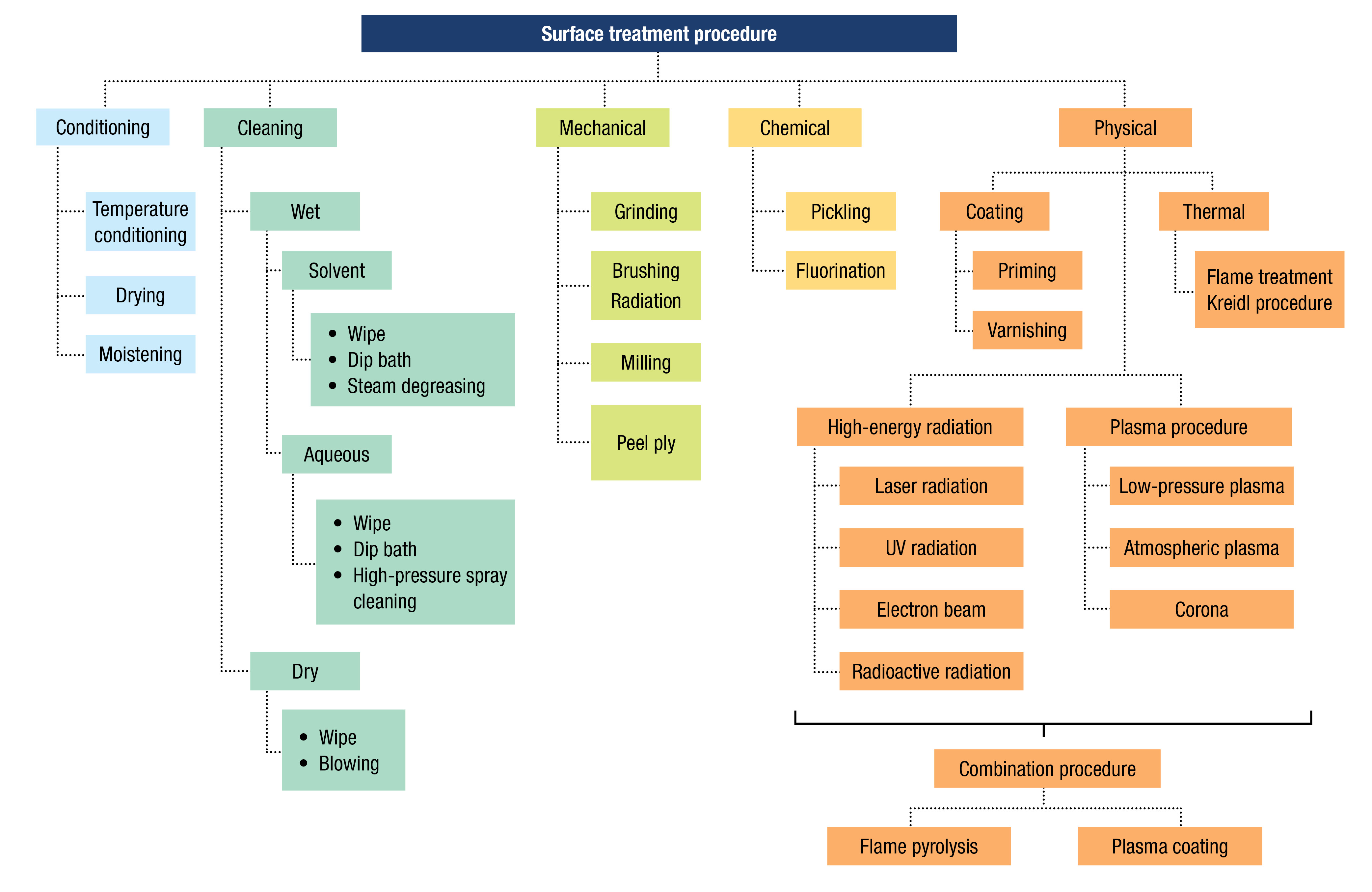
مهمترین فرآیندهای پیش پرداخت سطح (بعد از H. Gleich)

انتخاب فرآیند پیش پرداخت با در نظر گرفتن کاربرد خاص آن و با توجه به موارد زیر است:
- موادی که باید به هم متصل شوند.
- وضعیت سطحی آنها
- نوع و میزان آلودگی سطحی
- چسبی که برای چسباندن زیرلایه‌ها استفاده می شود.
- تنش‌های وارده بر محصول چسبانده شده در طول چرخه عمر آن (مثلاً مکانیکی، حرارتی یا داخلی).

این انتخاب می بایست از طریق آزمایش‌های مناسب تایید شود.

## مزایا و معایب چسب زدن
مانند همه روش‌های اتصال، این فناوری پیوند نیز نه تنها گستره وسیعی از امکانات و مزایای بسیاری را ارائه می دهد، بلکه دارای محدودیت‌هایی است که باید در هنگام برنامه ریزی و طراحی فرآیندهای چسباندن موزد توجه قرار گیرد.

### مزایای چسباندن
مزایای اصلی عبارت اند از:
- تقریباً همه مواد را می توان با چسب به خود یا سایر مواد چسباند.
- با توجه به انتقال نیروی سطحی، توزیع یکنواختی از نیروها در کل ناحیه پیوند حاصل می شود. این باعث استفاده بهینه از خواص بستر می شود.
- با انتخاب یک سطح پیوندی زیاد، نیروهای نسبتاً بزرگی نیز می‌توانند بین لایه‌های نازک منتقل شوند، که به ویژه برای کاربردهای ساخت سبک وزن مفید است.
- با انتخاب یک چسب الاستیک می توان حرکات لایه‌ها را نسبت به یکدیگر جبران کرد. به عنوان مثال، می توان در صورت نوسانات دما، افزایش طول اجزا را جبران کرد و ارتعاشات را به طور موثر کاهش داد، بنابراین از آسیب به مواد یا خستگی زیرلایه جلوگیری کرد.
- از طریق سوراخ‌های مته برای پرچ‌ها یا پیچ‌ها و غیره به زیرلایه آسیب مادی وارد نمی شود.
- می توان به سطوح جذاب بصری دست یافت.
- صفر یا فقط یک بار حرارتی جزئی با پیوند مرتبط است، به طوری که از اعوجاج حرارتی، تنش‌های حرارتی یا تغییرات در ریزساختار و در نتیجه، تغییر در خواص مکانیکی بستر تا حد زیادی جلوگیری می شود.
- چسب برای قطعات کوچک و بزرگ به یک اندازه مناسب است. بنابراین، در میکروالکترونیک تنها چند میکروگرم چسب برای هر جزء مورد نیاز است، در حالی که در تولید پره‌های روتور برای توربین‌های بادی، چند صد کیلوگرم برای هر قطعه مورد نیاز است.
- علاوه بر انتقال نیرو، ویژگی‌های اضافی را می توان در نظر گرفت، مانند:
  - آب بندی اتصال.
  - جداسازی و میرایی صوتی.
  - عایق الکتریکی (جلوگیری از خوردگی تماسی)
  - رسانایی الکتریکی.
  - عایق حرارتی.
  - هدایت حرارتی (به عنوان مثال، کنترل حرارتی قطعات الکترونیکی).

### معایب چسباندن
انواع زیادی از چسب موجود است و اغلب برای کاربرد خاصی تولید می شوند. در نتیجه، آنچه می تواند به عنوان نقطه ضعف یک نوع چسب خاص در برخی کاربردها تلقی شود، می تواند مزیت آن در موارد دیگر باشد. بنابراین استفاده از چسب مناسب با کاربرد مورد نظر ضرورت دارد. ویژگی‌هایی از چسب‌ها که می‌تواند در شرایط خاص محدودیت ایجاد کند عبارت است از:
- به طور کلی، استحکام پیوند به شکل آنی حاصل نمی شود. با این حال، چسب‌های حساس به فشار که در نوارهای چسب دو طرفه استفاده می‌شوند، سیانواکریلات "سوپرچسب" با پخت سریع و بسیاری از چسب‌های نوری پس از اتمام فرآیند اتصال یا مدت کوتاهی پس از آن، استحکام اولیه قابل توجهی را به دست می‌آورند، اگرچه به استحکام نهایی خود که برای پرداخت بیشتر مجموعه مونتاژ شده توسط چسب نیاز است نمی رسند.
- بسته به پایه شیمیایی، برخی از انواع چسب مقاومت حرارتی و شیمیایی محدودی دارند و خواص مکانیکی پیوند وابسته به دما است. بنابراین، نوعی چسب را انتخاب کنید که دارای مقاومت حرارتی و شیمیایی خوبی باشد، مانند چسب‌های ذوب داغ واکنشی.
- برخی از چسب‌ها ممکن است کمی تمایل به خزش نشان دهند. اگر برای کاربرد شما مهم است، چسبی را انتخاب کنید که خزش نداشته باشد.
- پایداری طولانی مدت یک پیوند به فرآیندهای ایجینگ بستگی دارد، بنابراین مطمئن شوید که چسبی با طول عمر متناسب با کاربرد خود انتخاب کنید.
- برخی از انواع چسب را نمی توان بدون آسیب رساندن به حداقل یکی از زیرلایه‌ها جدا کرد. برخی دیگر راحت تر حذف می شوند.
- پیوند یک فرآیند به اصطلاح "ویژه" است، به این معنی که آزمایش را نمی توان به طور کامل با روش‌های غیر مخرب به دست آورد. بنابراین، برای جلوگیری از خطا، باید درک درستی از فرآیند پیوند داده شود. DIN 2304-1 [۴] (فناوری پیوند چسب - الزامات کیفی برای پیوند چسب - قسمت 1: زنجیره فرآیند پیوند) الزامات کیفی را برای طراحی پیوندهای چسب‌های انتقال بار در طول زنجیره فرآیند پیوند - از توسعه در تولید تا کار مجدد - مشخص می کند.
- در کنار سایر تکنیک‌های پیوند، برخی از چسب‌ها و مواد مرتبط مورد نیاز برای فرآیند پیوند (مانند حلال‌ها برای تمیز کردن، پرایمرها و غیره) مواد خطرناکی هستند و به اقدامات پیشگیرانه مناسب نیاز دارند.